# DWG
DWG est le format natif des fichiers de dessins AutoCAD. DWG est l'abréviation de DraWinG (littéralement dessin).
Le DWG, de par sa diffusion, est devenu de facto le standard de l'industrie CAO et DAO.

## Présentation
DWG est un format de fichier binaire utilisé pour stocker des données et métadonnées, 2D et 3D. C'est le format natif de AutoCAD, le logiciel CAO de Autodesk. C'est aussi le format natif de nombreux logiciels: IntelliCAD, GstarCAD, ZWCAD, ...
Le DWG est également supporté de manière non native par beaucoup d'applications DAO.
Les extensions .bak (drawing backup), .dws (drawing standards), .dwt (drawing template) et .sv$ (temporary automatic save) peuvent également désigner des fichiers de type DWG relatifs à AutoCAD.

## Histoire du format DWG
DWG (reconnaissable à son extension .dwg) était le format natif du package Interact CAD, développé par Mike Riddle à la fin des années 1970, et subséquemment, loué par Autodesk en 1982 comme base pour AutoCAD,,.

## Versions
| Version    | version du format | versions AutoCAD                                                     |
| ---------- | ----------------- | -------------------------------------------------------------------- |
| DWG R1.0   | MC0.0             | AutoCAD Release 1.0                                                  |
| DWG R1.2   | AC1.2             | AutoCAD Release 1.2                                                  |
| DWG R1.40  | AC1.40            | AutoCAD Release 1.40                                                 |
| DWG R2.05  | AC1.50            | AutoCAD Release 2.05                                                 |
| DWG R2.10  | AC2.10            | AutoCAD Release 2.10                                                 |
| DWG R2.21  | AC2.21            | AutoCAD Release 2.21                                                 |
| DWG R2.22  | AC1001, AC2.22    | AutoCAD Release 2.22                                                 |
| DWG R2.50  | AC1002            | AutoCAD Release 2.50                                                 |
| DWG R2.60  | AC1003            | AutoCAD Release 2.60                                                 |
| DWG R9     | AC1004            | AutoCAD Release 9                                                    |
| DWG R10    | AC1006            | AutoCAD Release 10                                                   |
| DWG R11/12 | AC1009            | AutoCAD Release 11, AutoCAD Release 12                               |
| DWG R13    | AC1012            | AutoCAD Release 13                                                   |
| DWG R14    | AC1014            | AutoCAD Release 14                                                   |
| DWG 2000   | AC1015            | AutoCAD 2000, AutoCAD 2000i, AutoCAD 2002                            |
| DWG 2004   | AC1018            | AutoCAD 2004, AutoCAD 2005, AutoCAD 2006                             |
| DWG 2007   | AC1021            | AutoCAD 2007, AutoCAD 2008, AutoCAD 2009                             |
| DWG 2010   | AC1024            | AutoCAD 2010, AutoCAD 2011, AutoCAD 2012                             |
| DWG 2013   | AC1027            | AutoCAD 2013, AutoCAD 2014, AutoCAD 2015, AutoCAD 2016, AutoCAD 2017 |
| DWG 2018   | AC1032            | AutoCAD 2018                                                         |

## Controverse autour du format DWG
De 1982 à 2009, Autodesk créa diverses versions de AutoCAD qui écrivirent pas moins de 18 variantes majeures du format de fichier DWG, aucune d'elles ne sera jamais publiquement documentée.
Le format DWG est probablement le format le plus largement utilisé pour les dessins CAO. Autodesk estime qu'en 1998, il doit exister plus de deux milliards de fichiers DWG à travers le monde.
Il y a diverses requêtes pour que le format DWG soit contrôlé.
C'est Autodesk qui décide et valide le format DWG en tant que format natif pour ses applications CAD.
Autodesk vend des bibliothèques en lecture écriture, appelées RealDWG, dans des conditions d'octroi de licences à l'utilisation sélective, pour des applications non concurrentielles uniquement.

### La fonctionnalité Trusted DWG
AutoCAD 2007 et 2008 contiennent la fonctionnalité TrustedDWGMC qui signale à l'utilisateur si le DWG qu'il ouvre a été créé via une application non-Autodesk et qui n’utilise pas la licence RealDWG.

### Le projet OpenDWG
Beaucoup de compagnies se sont attachées à réaliser une rétro-ingénierie du format DWG de Autodesk's, et offrent des bibliothèques pour lire et écrire le format DWG.
C'est Open Design Alliance (ODA) (Anciennement OpenDWG Alliance), un consortium non lucratif créé en 1998, qui a le plus de succès. L'ODA réussit à fédérer 1 000 développeurs de logiciels dans 40 pays parmi lesquels on trouve Nemetschek, Aveva, Bentley Systems, SolidWorks, Oracle. ODA produit une bibliothèque en lecture/écriture, appelée dans un premier temps OpenDWG.
AutoCAD a intenté plusieurs procès à l'Open Design Alliance (mais aussi à SolidWorks de Dassault Systèmes) quant à l'utilisation du sigle DWG. L'opération s'est soldée en 2010, par une résolution à l'amiable.
ODA, doit renoncer à ses noms de produits incluant le sigle DWG, mais peut continuer à développer des logiciels interopérables avec AutoCAD et utiliser l'extension ".dwg" pour ses noms de fichiers.
Ainsi les bibliothèques (DWGdirect, DWGdirectX, DWGdirect.Net) sont réunies dans une nouvelle plateforme de développement : Teigha.
L'Open Design Alliance s'occupe dès lors de promouvoir des formats industriels standards ouverts pour les échanges entre systèmes CAO.
La plateforme de développement de Teigha, autour du DWG fournit les outils pour la création d'une large gamme d'applications graphiques techniques. Teigha supporte les formats .dwg, .dxf mais aussi le format .dgn de Microstation et fournit les capacités d'import et d'export vers d'autres formats de fichier.
L'Open Design Alliance maintient et publie les spécifications Open Design pour les fichiers .dwg 

### Le projet GNU LibreDWG
Le projet GNU réalise en 2009 la bibliothèque GNU LibreDWG pour la lecture et l'écriture de fichiers au format DWG, avec l'objectif à terme de remplacer les bibliothèques du groupe OpenDWG.

## Logiciels exploitant le dwg comme format natif
- IntelliCAD (en), publié par le IntelliCAD Technology Consortium ("ITC") est un émulateur d'AutoCAD, fonctionnant uniquement comme Plugin à d'autres applications[14].
- Iplus Concept, de la Société Iplus Concept, fondée en 1999 a développé la gamme de logiciel IntelliPlus en s'appuyant sur la technologie d'Intellicad utilisant le format DWG permet de créer des plans totalement compatibles AUTOCAD[15].
- Microstation depuis la version 8...
- DraftSight de Dassault Systèmes: est un logiciel DAO, disponibles sous Windows, Mac et GNU/Linux.

## Visionneuses de fichiers gratuites
- IGC Free CAD Viewer de l'Open Design Alliance: Visionneuse de fichiers .dxf ,.dwg, .dwf, multiplateforme[16]